# Sedum tuberiferum
Sedum tuberiferum là một loài thực vật có hoa trong họ Crassulaceae. Loài này được Stoj. & Stef. miêu tả khoa học đầu tiên năm 1934.